# Joaquín Ballester Lloret

Joaquín Ballester Lloret (Tormos, Alicante, 14 de diciembre de 1865 - Gandía, Valencia, 1 de marzo de 1951) fue un abogado y político español, figura destacada del catolicismo político y social valenciano, alcalde de Gandía, candidato a diputado a Cortes por Valencia por la Derecha Regional Valenciana (DRV). Ha dejado su huella en la historia, sobre todo, por ser fundador junto con el padre jesuita Carlos Ferris Vila (Albal, 1856 – Gandía, 1924) de la colonia-sanatorio para leprosos de San Franciso de Borja en Fontilles, Vall de Laguar.

## Biografía
Joaquín Ballester Lloret nació en Tormos (Alicante) el 14 de diciembre de 1865, pueblo donde disfrutaba del derecho honorífico de Mayorazgo. Siendo muy pequeño se trasladó con su familia a Gandía. Allí estudió en el colegio de los escolapios hasta los diez años y posteriormente en Valencia cursó el bachillerato en el que hoy es el Instituto Lluís Vives. En esta ciudad completó su formación con la obtención de la licenciatura en Derecho. Durante sus años de estudiante universitario conoció al jesuita Antonio Vicent Dolz (1837-1912), padre del movimiento social cristiano y activo propagandista católico. La colaboración de Joaquín Ballester con el jesuita castellonense supuso para el tormense el inicio de una dilatada trayectoria dentro del catolicismo social.
Desde principios del siglo XX, Joaquín Ballester participa desde Gandía con el padre Carlos Ferris y otros propagandistas católicos, en proyectos vinculados al catolicismo social en las comarcas de La Safor (Valencia) y de La Marina Alta (Alicante). De esta actuación nacerán en Gandía instituciones como la Caja de Ahorros de Gandía (1900), el Gremio de Labradores (1903), la Unión Católica Gandiense (1905), la Caja de Crédito Popular (1905), el Patronato de Acción Católica de la Sagrada Familia para Obreros (1930), la Escuela del Ave María (1930) o la  Mutua Escolar “La Esperanza” (1933). Entre 1924 y 1926, en plena dictadura primoriverista, desempeñó el cargo de alcalde de la ciudad de Gandía desde donde impulsa proyectos como la ampliación y empedrado del camino del Grau de Gandía y la carretera de Gandía a Oliva y reivindica la construcción de una carretera de Oliva al puerto de Gandía, la reversión al Estado de este puerto o la dotación oficial del Centro de Higiene de Gandía. En su tierra natal, la Marina Alta, desde su posición de prohombre de la derecha católica, promueve la construcción de las carreteras de El Vergel a Sagra y de Ondara a Orba, la prolongación de la línea de ferrocarril Silla-Cullera hasta Denia, pasando por Gandía y Oliva o la transformación en vía ancha de la línea Carcaixent-Denia. No obstante, su obra culminante en esta comarca y en su vida es la fundación de la colonia-sanatorio para leprosos de San Franciso de Borja en Fontilles.

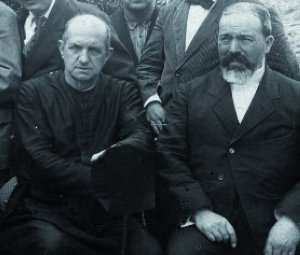
Carlos Ferris Vila y Joaquín Ballester Lloret

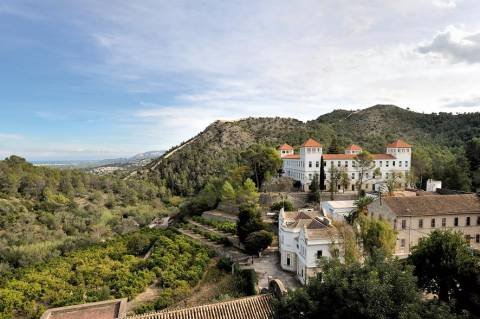
Vista parcial de la colonia sanatorio de Fontilles

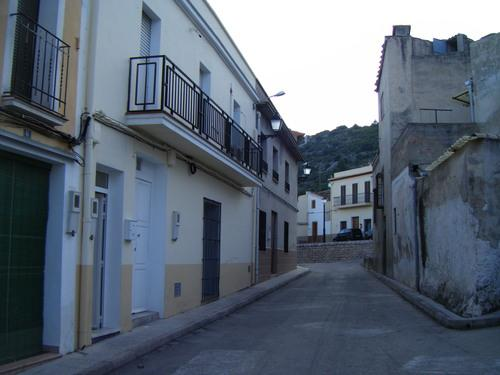
Vista de la calle Joaquín Ballester Lloret en Tormos, a la izquierda se sitúa su casa natal (actualmente dos casas)

El arranque de Fontilles hay que situarlo durante un triduo de sermones y cultos en honor del Sagrado Corazón, que se celebraba todos los años en el pueblo de Tormos, para cumplir una disposición testamentaria del mayorazgo José Joaquín Ballester Mut (1821-1887). Su hijo, el senyoret Joaquín Ballester Lloret, cumplía siempre fielmente el deseo de su padre. A finales de 1901, el encargado de predicar aquel triduo fue el padre jesuita Carlos Ferris Vila. En la noche del 15 de diciembre de 1901 cenando en casa del senyoret mientras conversaba con Joaquín, el padre Carlos escuchó unos sollozos y lamentos que provenían de la casa contigua. Joaquín ya los había escuchado antes y no hizo ningún comentario, pero el padre Carlos se estremeció y preguntó quién era. Ballester le contó que se trataba de un leproso, de nombre Bautista Perelló, que vivía solo y marginado en la casa de al lado. Bautista tenía, hacía algunos días, unos haces de leña en la calle, y nadie tenía el valor de entrárselos en casa. Con estar tan imposibilitado vivía tan a solas, que él mismo tenía que lavarse la ropa, guisar la comida y aguardar, para beber o consumir agua, a que un viejecito del pueblo llenara el cántaro que a la vez el mismo Bautista dejaba arrimado junto a la puerta de su propia casa. La lepra había hecho estragos en su cuerpo y hacía años que no se relacionaba con nadie. Joaquín le explicó que aquella era la suerte que corrían todos los que contraían la temible enfermedad. Este hecho hizo al padre Ferris tomar conciencia de la necesidad de ponerse en movimiento para ayudar a los enfermos de lepra y Joaquín Ballester le secundó con todo el capital de su familia en esa decisión.
A partir de ese momento se informaron del gran número de enfermos que había en la zona así como de sus lamentables condiciones de vida y del rechazo social que provocaban, concibiendo la idea de construir un sanatorio en aquella zona para paliar el dolor y la exclusión de los leprosos. Iniciaron inmediatamente consultas con instituciones científicas, médicos, como Jaime González Castellanos, y políticos; crearon un comité organizador, y comenzaron la larga y dura etapa de la fundación de la Colonia-Sanatorio. 
En enero de 1902 se constituyó la junta organizadora de la Colonia Sanatorio Nacional de San Francisco de Borja para leprosos. El director de esta junta fue el padre Ferris, los otros miembros eran de familias nobles y gente acaudalada. En noviembre de 1902 el arzobispo de Valencia y el gobernador civil de Alicante aprueban los estatutos de la Colonia Sanatorio Nacional de San Francisco de Borja para leprosos y 1906 el patronato o junta de la Colonia Sanatorio Nacional de San Francisco de Borja  es declarada Institución de Beneficencia Particular por la Real Orden de 12 de mayo de ese año. La necesidad de recaudar recursos económicos llevó a la inauguración, en junio de 1905, de la Caja de Ahorros de Pego. Por lo que respecta a la ubicación de la colonia se eligió la Vall de Laguar como ubicación. La apertura del sanatorio fue autorizada por la Real Orden de 7 de septiembre de 1908. En enero de 1909,  ingresaron los nueve primeros enfermos en un sanatorio que contaba entonces con once pabellones.  La dirección de la institución fue ejercida por Joaquín Ballester y hasta el decreto de disolución de la Compañía de Jesús, en enero de 1932, los jesuitas ejercieron la dirección espiritual. De la atención a los enfermos se encargaban las monjas franciscanas.
Durante la guerra civil española, Joaquín Ballester Lloret, por su relevancia dentro de la derecha católica valenciana y el peligro que ese hecho entrañaba para su integridad física, estuvo exiliado en Portugal. No obstante, su hermana, la monja carmelita Margarita Ballester Lloret, se refugió en su casa natal de Tormos con otras tres monjas carmelitas del convento de Denia, al que todas pertenecían, y dos hermanos escolapios, uno de ellos, Luis Ripoll Ginestar, natural de Tormos. La vida de la hermana de Joaquín Ballester y de las demás religiosas y religiosos fue salvaguardada por el alcalde de Tormos, José Perelló Torrens.
Al acabar la Guerra Civil (1939), Joaquín Ballester regresa a Gandía y se reincorpora a los cargos que tenía con anterioridad a julio de 1936 como presidente de la Junta de Gobierno de la Caja de Ahorros de Gandía y del santorio de Fontilles. En diciembre de 1948, el gobernador civil de la provincia de Valencia lo condecora con la Gran Cruz de  Beneficencia. Su muerte se produjo el 1 de marzo de 1951, a los 85 años. Está enterrado en la iglesia del Sanatorio de Fontilles al lado del padre Carlos Ferris, fallecido en 1924. Desde la muerte de Joaquín Ballester Lloret hasta nuestros días desde las filas del catolicismo se ha pedido su beatificación, proceso que se inició en 2003.